# Шишов
Шишов (слч. Šišov) насељено је мјесто са административним статусом сеоске општине (слч. obec) у округу Бановце на Бебрави, у Тренчинском крају, Словачка Република.

## Становништво
| Година:    | 1994. | 2004.   | 2014.   | 2024.   |
| ---------- | ----- | ------- | ------- | ------- |
| Број људи: | 496   | 505     | 495     | 493     |
| Разлика:   |       | +1,81 % | -1,98 % | -0,40 % |

| Година:    | 2023. | 2024.   |
| ---------- | ----- | ------- |
| Број људи: | 478   | 493     |
| Разлика:   |       | +3,13 % |

Према подацима о броју становника из 2011. године насеље је имало 484 становника.